# Colpodium drakensbergense
Colpodium drakensbergense là một loài thực vật có hoa trong họ Hòa thảo. Loài này được Hedberg & I.Hedberg mô tả khoa học đầu tiên năm 1994.